# Влада (міжнародні відносини)
У міжнародних відносинах сила може бути розглянута різними способами. По матеріальним визначенням, державна сила акцентується на аспектах економічної і військової потужності. Інші визначення сили вказують на здатність формувати і впливати на суспільні відносини між учасниками. Сила може бути розглянута як властивість окремих акторів  у їхніх взаємодіях, а також як соціальний процес, який формує соціальні ідентичності та можливості для цих акторів.
У дослідженнях міжнародних відносин термін "полярність" він використовується для опису розподілу влади в міжнародній системі. Однополярність вказує на те, коли міжнародна система має одного гегемона (наприклад, Сполучені Штати після холодної війни). Біполярність означає наявність двох великих держав або блоків держав (наприклад, період холодної війни). Багатополярність вказує на те, що в системі існують троє або більше великих гравців. Ті держави які мають значну кількість влади в міжнародній системі, називаються малими, середніми, регіональними, великими, наддержавами або гегемонами, хоча загальноприйнятого стандарту для визначення могутньої держави немає.
Крім власне держав, окремі суб'єкти також можуть володіти впливом на міжнародні відносини. Такі суб'єкти можуть включати багатосторонні міжнародні організації, організації військових альянсів, такі як НАТО, міжнародні корпорації, наприклад, Walmart, неурядові організації, такі як Римо-католицька церква, або інші установи, такі як Ганзейська ліга, а також технологічні компанії, такі як Facebook і Google.

## Концепції політичної влади
Майкл Барнетт і Реймонд Дюваль описують владу як «створення в соціальних відносинах або через соціальні відносини ефектів, які формують спроможність акторів визначати свої обставини і долю». Вони відкидають тлумачення влади, яке розглядає владу як наслідок узгодженості, оскільки це вбачає владу як взаємозалежність між подіями. Також вони відкидають ідею переконань у визначенні влади, оскільки це передбачає, що суб'єкти свідомо та вільно змінюють свої думки, коли отримують нову інформацію.
Політологи, історики та практики міжнародних відносин ( дипломати ) використовували такі поняття політичної влади :
- Влада як мета держав або лідерів;
- Влада як міра впливу або контролю над результатами, подіями, акторами та проблемами;
- Влада як перемога в конфлікті та досягнення безпеки ;
- Влада як контроль над ресурсами та можливостями ;
- Влада як статус, яким одні держави чи актори володіють, а інші – ні.

### Влада як мета
Основне використання поняття «влади» як цільової мети в міжнародних відносинах було популярним серед політичних теоретиків, таких як Нікколо Макіавеллі і Ганс Моргентау. Зокрема, серед прихильників класичного реалізму вважалося, що влада є основною метою як для людства, так і для держав. Різні аспекти, такі як економічний ріст, військовий потенціал, культурна експансія тощо, можуть сприйматися як засоби досягнення кінцевої цілі - міжнародної влади.
Карл фон Клаузевіц, німецький військовий стратег, розглядався як приклад проекції європейського зростання в контексті всього континенту. Він визнавав важливість військової сили для досягнення впливу.
У більш сучасний час Клаус Мозер вивчав теорії щодо розподілу влади в Європі після Голокосту та роль універсальної освіти як одного з аспектів цього розподілу влади.
Жан Моне, французький соціальний теоретик, спонукав розширення єврокомунізму та спадкоємця створення сучасної європейської спільноти Роберта Шумана.

### Влада як вплив

На НАТО припадає понад 70% світових військових витрат, причому лише на Сполучені Штати припадає 43% світових військових витрат.

Політологи переважно оперують терміном «влада» як здатність актора впливати на інших учасників у міжнародній системі. Цей вплив може бути здійснюваним шляхом різних механізмів, таких як примус, привабливість, співпраця або конкуренція. Можливі засоби впливу включають загрозу застосування сили, реалізацію економічних засобів, політичний тиск, дипломатичну діяльність та обмін культурними цінностями.
У певних ситуаціях держави можуть організовувати сфери впливу або блоки, в межах яких вони забезпечують собі пріоритетний вплив. В історії існують приклади сфер впливу, які були визнані, такі як ті, які були створені європейським концертом, або сфери впливу, визначені під час холодної війни після Ялтинської конференції. У холодній війні виникли східний блок, західний блок і Рух неприєднання як результат змагань.
Важливою складовою впливу є військові альянси, такі як НАТО та Варшавський договір. Проте теорія «реалізму» намагалася зберігати баланс сил шляхом розвитку важливих дипломатичних відносин, які можуть створити гегемонію в регіоні.
Прикладом такого балансу є британська зовнішня політика, яка домінувала в Європі після Віденського конгресу після поразки Франції. Британія намагалася підтримувати баланс через Берлінський конгрес у 1878 році, щоб зберегти мир між Росією, Німеччиною та Туреччиною. Вона також приймала сторону агресорів на європейському континенті, таких як Німецька імперія та нацистська Німеччина під час Великої війни (відомої як Центральні держави) і під час Другої світової війни (відомої як Держави Осі).
Міжнародні порядки складаються з двох основних компонентів - матеріальної і соціальної складової. Згідно з Мартою Фіннемор, однополярність означає не лише матеріальну перевагу одного полюса, але також наявність соціальної структури, яка допомагає утримати цей статус через легітимацію і інституціоналізацію. У своїх спробах отримати визнання від інших учасників міжнародної системи, однополярний актор надає їм певний рівень влади. Водночас, однополярний актор отримує легітимність і зменшує можливі виклики своїй владі шляхом створення інституцій. Однак важливо зауважити, що ці інституції можуть сприяти поширенню влади від однополярного актора.
Девід Лейк вважає, що ключовими компонентами міжнародного порядку є легітимність і авторитет.
Сьюзен Стрендж внесла значний вклад у міжнародну політичну економію, особливо у вивчення питань влади, яку вона вважала ключовою для характеру і динаміки світової економіки. Вона висловлювала сумніви щодо статичних показників влади, наголошуючи, що важлива її структурна складова. Особливу увагу приділяла взаємодії між державами та ринками. Стрендж вказувала на переваги американського технологічного сектору, лідерства у сфері послуг та роль долара США як основної міжнародної валюти, розглядаючи їх як реальні вказівники тривалої впливу.
В її дослідженнях виділялася реляційна влада (здатність А змусити Б робити те, чого Б не бажає) і структурна влада (здатність формувати і визначати структуру глобальної політичної економії). Політологи Генрі Фаррелл і Абрахам Л. Ньюман також стверджують, що державна влада частково базується на контролі над ключовими вузлами в глобальних мережах інформаційного та фінансового обміну, що дозволяє державам "озброїти взаємозалежність" у змаганні за контроль над цими вузлами.

### Влада як безпека
Сила також може використовуватися для опису держав або акторів, які досягли військових перемог або забезпечили безпеку своєї держави в міжнародній системі. Ця концепція часто використовується у працях істориків або популярних авторів.

### Сила як здатність
Американський письменник Чарльз В. Фрімен молодший описав владу так:
Влада - це здатність керувати рішеннями та діями інших. Влада походить від сили та волі. Сила походить від перетворення ресурсів на можливості. Воля наповнює цілі рішучістю. Стратегія спрямовує спроможності і з точністю реалізує їх. Державне мистецтво прагне через стратегію збільшити масовість, актуальність, вплив і непереборність влади. Вона визначає способи, якими держава розгортає і застосовує свою владу за кордоном. Ці способи охоплюють військове мистецтво, шпигунство та дипломатію. Практики цих трьох мистецтв є паладинами державного будівництва
Влада також використовується для опису ресурсів і можливостей держави. Ця концепція є кількісною і, зазвичай, використовується геополітиками та військовими аналітиками. Здібності розглядаються у матеріальних термінах, описуючи вимірювані, обчислені і кількісно визначені активи. Як приклад можна вказати Композитний показник сукупної потужності, який включає 54 показники та оцінює можливості 44 держав у регіоні Азіатсько-Тихоокеанського регіону з 1992 по 2012 рік. Жорстку силу можна розглядати як потенціал, проте вона рідко використовується на міжнародній арені.
Китайські стратеги мають таку концепцію національної сили, яку можна кількісно виміряти за допомогою індексу, відомого як всеосяжна національна сила .
Майкл Беклі вказує на те, що валовий внутрішній продукт і військові витрати не є надійними індикаторами влади. Він переконаний, що кращі методи вимірювання влади мають враховувати «чисті» показники повноважень. За його словами, валові показники надто завищують статус багатих, але густонаселених країн, оскільки вони враховують ресурси країни, не враховуючи витрат, які вона несе на поліцію, захист та обслуговування свого населення. Країна з великою кількістю населення може мати великі обсяги виробництва і сильну армію, але при цьому вона також може нести значний соціальний та економічний тягар, який виснажує її ресурси та обмежує її можливість проявляти свою владу за кордоном.

## Влада як статус

### визначення
Багато уваги в академічних та популярних дослідженнях приділяється питанню того, яким країнам можна надати статус «сильної держави» та як це можна виміряти. Якщо країна має «владу» в різних сферах, таких як військова, дипломатична, культурна і економічна, її можна вважати «владою» (у статусному контекті). Існують різні категорії влади, і включення держави до певної категорії часто викликає труднощі і суперечки. У своїй відомій праці 1987 року під назвою «Зліт і падіння великих держав», британсько-американський історик Пол Кеннеді описує відносини між різними державами з 1500 до 2000 року нашої ери. Він не намагається визначити «велику державу» теоретично; однак, для різних епох, він окремо перелічує їх і наводить різні робочі визначення великої влади. Наприклад:
"Франція не була достатньо сильною, щоб протистояти Німеччині в боротьбі один на один... Якщо ознакою великої держави є країна, яка готова кинути виклик будь-якій іншій, то Франція (як і Австро-Угорщина) скотилася на нижчу сходинку. Але це визначення здавалося надто абстрактним у 1914 році для країни, яка готувалася до війни, була сильнішою у військовому відношенні, ніж будь-коли, заможнішою і, перш за все, мала потужних союзників."
Учені-неореалісти часто оцінюють владу на основі військового потенціалу і економічної міцності. В контексті класичного реалізму визнавалося, що можливість впливати залежить від психологічних аспектів, таких як етичні принципи, легітимність, справедливість, а також відчуття, ефективності лідерів і контролю над суспільною думкою.

### Категорії влади
У сучасному геополітичному ландшафті використовується ряд термінів для опису різних типів повноважень, які включають наступне:
- Гегемонія : держава, яка має владу формувати міжнародну систему та «контролювати зовнішню поведінку всіх інших держав». [31] Гегемонія може бути регіональною або глобальною. [32] На відміну від однополярності, яка є перевагою влади в анархічній міжнародній системі номінально рівних держав, гегемонія передбачає ієрархію, де наймогутніші можуть контролювати інші держави. [31]
- Полюс : держава, яка має перевагу влади і не стикається з державами-конкурентами. [31] [33] За словами Вільяма Волфорта, "однополярна система - це така, в якій противага неможлива. Коли противага стає можливою, система не є однополярною". [33] Однополярна держава — це не те саме, що імперія чи гегемон, які можуть контролювати поведінку всіх інших держав. [31] [34] [35]
- Супердержава : У 1944 році Вільям Т. Р. Фокс визначив супердержаву як «велику державу плюс велику мобільність сили» та виділив три держави: Британську імперію, Радянський Союз і Сполучені Штати . [36] Після деколонізації Британської імперії після Другої світової війни, а потім розпаду Радянського Союзу в 1991 році Сполучені Штати залишилися єдиною наддержавою. [37] Зараз багато вчених вважають Китай новою глобальною супердержавою . [38] [39] [40]
- Велика держава : в історичних згадках термін велика держава відноситься до держав, які мають сильний політичний, культурний та економічний вплив на нації навколо них і в усьому світі. [41] [42] [43]
- Середня сила : суб’єктивний опис впливових держав другого рівня, які не можна назвати великими або малими державами. Середня сила має достатню силу й авторитет, щоб стояти самостійно, не потребуючи допомоги з боку інших (зокрема, у сфері безпеки ), і бере на себе дипломатичне керівництво в регіональних і глобальних справах. [44] Очевидно, що не всі середні сили мають рівний статус; деякі є членами таких форумів, як G20, і відіграють важливу роль в ООН та інших міжнародних організаціях, таких як СОТ .
- Мала сила : Міжнародна система здебільшого складається з малих держав . Вони є інструментами інших сил і часом можуть бути домінованими; але їх не можна ігнорувати.

#### Інші категорії
- Влада, що розвивається : перехідна категорія, у якій держава чи союз держав розглядається як такі, що перебувають на траєкторії зростання глобального впливу. [45] [46]
- Регіональна влада : Цей термін використовується для опису нації, яка має значущий вплив і контроль в своєму регіоні. Бути регіональною владою не виключає належності до інших категорій влади. Більшість з таких держав мають стратегічний вплив, як менші або менш важливі регіональні сили. Основна регіональна держава (наприклад, Австралія) також часто відіграє важливу роль у міжнародних справах поза межами свого регіону. [47]
- Культурна наддержава : відноситься до країни, чия культура, мистецтво чи розваги мають всесвітню привабливість, значну міжнародну популярність або великий вплив на більшу частину світу. Такі країни, як Китай, [48] [49] [50] Індія, [51]  Італія,  Іспанія, [52] [53] Японія, [54] [55] Франція, [56] [57] Великобританія, [58] і Сполучені Штати, [59] часто описуються як культурні наддержави, хоча іноді дискутують, за якими критеріями це визначається. На відміну від традиційних форм національної влади, термін «культурна супердержава» відноситься до можливостей нації щодо «м’якої сили» .
- Аграрна наддержава: це держава, яка має винятковий потенціал у сільському господарстві та є ключовим гравцем на світовому ринку продовольства. Україна — класичний приклад такої держави, завдяки дуже родючим чорноземам, що робить її світовим лідером з експорту зерна та олії та життєво важливим гравцем для глобальної продовольчої безпеки.Збої у виробництві чи експорті з України різко піднімають світові ціни на продовольство, це життєво важлива для продовольчої безпеки десятків країн, особливо в Африці та Азії.
- Енергетична наддержава : описує країну, яка постачає великі обсяги енергетичних ресурсів ( сирої нафти, природного газу, вугілля, урану тощо) до значної кількості інших держав і, отже, має потенціал впливати на світові ринки, щоб отримати політичну чи економічну користь. перевага. Саудівська Аравія та Росія загалом визнані нинішніми енергетичними наддержавами світу, враховуючи їх здатність глобально впливати або навіть безпосередньо контролювати ціни в певних країнах. Австралія та Канада є потенційними енергетичними наддержавами завдяки своїм великим природним ресурсам. [60] [61]

## Жорстка, м'яка та розумна сила
Деякі політологи проводять розрізнення між двома типами влади: жорсткою і м'якою. Перший тип є примусовим (наприклад, використання військової сили), в то час як другий - привабливим (наприклад, вплив населення через радіомовлення або культурну дипломатію).
Жорстка сила включає тактику примусу, таку як загроза або застосування збройних сил, економічний тиск, санкції, вбивства, хитрощі та інші методи залякування. Зазвичай цей вид сили асоціюється з націями, які мають більшу владу і можливість впливати на внутрішні справи інших націй через військові загрози. Деякі реалісти та неореалісти, такі як Джон Міршаймер, вважають використання жорсткої сили ефективним засобом для забезпечення балансу в міжнародній системі.
Джозеф Най виступає провідним прихильником та теоретиком м'якої сили. Інструменти, пов'язані з м'якою силою, охоплюють дискусії про культурні цінності, діалоги стосовно ідеології, спроби впливати за допомогою позитивного прикладу та відсилання до загальновизнаних людських цінностей. Методи застосування м'якої сили включають в себе дипломатію, поширення інформації, проведення аналізу, пропаганду та культурну програму для досягнення політичних цілей.
Інші синтезували м’яку та жорстку силу, зокрема через сферу розумної влади . Це часто є заклик до використання цілісного спектру інструментів управління державою, починаючи від м’яких і закінчуючи жорсткими. </link>

## Дивись також
- Баланс сил (міжнародні відносини)
- Глобальний поліцейський
- Міжнародні відносини (1814–1919)
- Національна влада
- Мир через силу
- Силова політика
- Проекція потужності
- Влада (соціальна та політична)
- Теорія переходу влади

## Подальше читання
- Беннетт, Ендрю (2013). « Мати всіх ізмів: причинно-наслідкові механізми та структурований плюралізм у теорії міжнародних відносин ». Європейський журнал міжнародних відносин.
- Барнетт, Майкл; Дюваль, Реймонд (2005). « Сила в міжнародній політиці ». Міжнародна організація 59 (1): 39–75.